# Тіко (птах)
Тіко (Philesturnus) — рід горобцеподібних птахів родини коральникових (Callaeidae). Включає 2 види.

## Поширення
Ендеміки Нової Зеландії. Історично тіко мешкали у лісах по всьому архіпелазі. З появою людей зник5л5и на більшій частині ареалу, збереглися лише на охоронних територіях, де відсутні завезені людиною хижі ссавці.

## Опис
Птахи середнього розміру, до 25 см завдовжки. Зовні дуже схожі на шпаків, із закругленою головою, сильним і загостреним подовженим дзьобом, міцними ногами з добре розвиненими кігтями, закругленими крилами і відносно коротким клиноподібним хвостом.
У оперенні переважають відтінки чорного: область біля основи хвоста, спина та крила мають колір лісового горіха. У самців біля основи дзьоба є карункули (м'ясисті відростки шкіри) червоно-помаранчевого кольору. У самиць карункули коричневі, меншого розміру, або взагалі відсутні.

## Спосіб життя
Живуть у невеликих зграях. Літають неохоче. Пересуваються на землі або на чагарниках, перестрибуючи з гілки на гілку. Живляться комахами, їхніми личинками, ягодами, фруктами, нектаром. Утворюють моногамні пари. Чашоподібне гніздо будують у чагарниках, невисоко над землею. Яйця насиджує самиця, за пташенятами доглядають обидва партнери.

## Види
- Тіко південний (Philesturnus carunculatus)
- Тіко північний (Philesturnus rufusater)